# UniSA-Australia
UniSA-Australia (UCI Team Code: AUS) — австралийская непрофессиональная велокоманда, которая один раз в год собирается из австралийских гонщиков для участия в Тур Даун Андер. Команда была создана в 2001 году при участии Университета Южной Австралии для популяризации и продвижения молодых велогонщиков.

## Победы

### Классификации
- Генеральная классификация (1): Патрик Джонкер (2004)
- Горная классификация (3): Гене Батес (2005), Люк Робертс (2011) и Джек Бобридж (2015)
- Молодёжная классификация (2): Гене Батес (2001 и 2003)
- Командная классификация (3): 2004, 2006 и 2017
- Борцовская классификация (1): Аллан Дэвис (2008)

### Этапы
| Дата           | Этап                       | Победитель       |
| -------------- | -------------------------- | ---------------- |
| 19 января 2001 | 4 этап Тур Даун Андер 2001 | Люк Робертс      |
| 21 января 2006 | 4 этап Тур Даун Андер 2006 | Рисселл Ван Хойт |
| 16 января 2007 | 1 этап Тур Даун Андер 2007 | Карл Мензис      |
| 24 января 2008 | 3 этап Тур Даун Андер 2008 | Аллан Дэвис      |
| 18 января 2012 | 2 этап Тур Даун Андер 2012 | Уильям Кларк     |
| 20 января 2015 | 1 этап Тур Даун Андер 2015 | Джек Бобридж     |
| 23 января 2015 | 4 этап Тур Даун Андер 2015 | Стил фон Хофф    |